# Liste der Baudenkmäler in Griesstätt
Auf dieser Seite sind die Baudenkmäler in der oberbayerischen Gemeinde Griesstätt zusammengestellt. Diese Tabelle ist eine Teilliste der Liste der Baudenkmäler in Bayern. Grundlage ist die Bayerische Denkmalliste, die auf Basis des Bayerischen Denkmalschutzgesetzes vom 1. Oktober 1973 erstmals erstellt wurde und seither durch das Bayerische Landesamt für Denkmalpflege geführt wird. Die folgenden Angaben ersetzen nicht die rechtsverbindliche Auskunft der Denkmalschutzbehörde.

## Baudenkmäler nach Ortsteilen

### Griesstätt
| Lage                                                      | Objekt                                       | Beschreibung | Akten-Nr.             | Bild           |
| --------------------------------------------------------- | -------------------------------------------- | --- | --------------------- | -------------- |
| Innstraße 15 (Standort)                                   | Parallelhof                                  | Ehemaliges Bauernhaus, Einfirstanlage, stattlicher zweigeschossiger Sichtziegelbau mit Kniestock und Satteldach, an Giebelluke bezeichnet mit „1898“; Bundwerkstadel, erste Hälfte 19. Jahrhundert.                       | D-1-87-134-2 Wikidata | weitere Bilder |
| Kirchmaierstraße 2 (Standort)                             | Katholische Pfarrkirche St. Johannes Baptist | Spätgotische Saalkirche mit leicht eingezogenem Chor und Westturm mit Spitzhelm, barocker Ausbau 1721 und 1775, 1870 verlängert, Turmoberbau 1848; mit Ausstattung.                                                       | D-1-87-134-1 Wikidata | weitere Bilder |
| Rosenaustraße 1 (Standort)                                | Ehemaliges Zuhaus                            | Zweigeschossiger Massivbau mit Schopfwalmdach und Aufzugsluke, um 1840. | D-1-87-134-3 Wikidata | BW             |
| Rosenheimer Straße 4 (Standort)                           | Pfarrhaus                                    | Zweigeschossig, mit Krüppelwalmdach und profiliertem Gesims, nach 1803. | D-1-87-134-4 Wikidata | weitere Bilder |
| Rosenheimer Straße 6 (Standort)                           | Wohnhaus                                     | Zweigeschossiger gegliederter Putzbau mit Zeltdach, italianisierend, um 1870/80. | D-1-87-134-5 Wikidata | weitere Bilder |
| Nähe Schmiedsteige (Standort)                             | Granitpfeiler                                | 2,30 Meter hoch, wohl 17./18. Jahrhundert. | D-1-87-134-9 Wikidata | weitere Bilder |
| Wasserburger Straße 2; Nähe Rosenheimer Straße (Standort) | Ehemaliger Gasthof Post                      | Langgestreckter zweigeschossiger Putzbau mit Flachsatteldach, zweite Hälfte 19. Jahrhundert; ehemaliges Ökonomiegebäude, langgestreckter Satteldachbau, Erdgeschoss zum Teil mehrschiffig gewölbt, bezeichnet mit „1873“. | D-1-87-134-7 Wikidata | weitere Bilder |
| Wasserburger Straße 4 (Standort)                          | Ehemaliges Nebengebäude des Gasthofs         | Zweigeschossiger Zeltdachbau mit Fassadengliederung, Erdgeschoss mit Blendarkaden, um 1870/80. | D-1-87-134-8 Wikidata | weitere Bilder |

### Altenhohenau
| Lage                                                           | Objekt                                                 | Beschreibung | Akten-Nr.              | Bild           |
| -------------------------------------------------------------- | ------------------------------------------------------ | --- | ---------------------- | -------------- |
| Altenhohenau 8 (Standort)                                      | Hofmarksäule                                           | Bezeichnet mit „1585“. | D-1-87-134-14 Wikidata | weitere Bilder |
| Altenhohenau 8 (Standort)                                      | Ehemaliger Konventbau mit Refektorium, später Gasthaus | Langgestreckter zweigeschossiger Schopfwalmdachbau, 1775–1779, Erdgeschoss aus Quadermauerwerk wohl noch 13. Jahrhundert. | D-1-87-134-12 Wikidata | weitere Bilder |
| Altenhohenau 10 (Standort)                                     | Dominikanerinnenkloster                                | Gestiftet 1235, aufgelöst 1803, zwei zweigeschossige Klostertrakte, nördlich an die Kirche angeschlossen, errichtet in modern-historisierenden Formen, Nordflügel mit Mansard-Walmdach, von Franz Xaver Huf, 1922; mit historischer Ausstattung.                                | D-1-87-134-11 Wikidata | weitere Bilder |
| Altenhohenau 10 (Standort)                                     | Dominikanerinnen-Klosterkirche St. Peter und Paul      | Saalbau mit eingezogenem Chor und westlichem Dachreiter mit Zwiebelhaube, barocker Neubau um 1670/75 unter Einbeziehung älterer Teile seit 1235, Apsis, Chor und Langhaus-Außenmauern romanisch, Rokoko-Ausbau 1765/74, Turm 1773; mit Ausstattung.                             | D-1-87-134-10 Wikidata | weitere Bilder |
| Altenhohenau 13 (Standort)                                     | Ehemaliges Klosterrichterhaus                          | Zweigeschossig mit Steildach, bezeichnet mit „1719“. | D-1-87-134-13 Wikidata | weitere Bilder |
| Altenhohenau 17; Altenhohenau 17 a; in Altenhohenau (Standort) | Ehemalige Klosterbrauerei                              | Zweigeschossiger Satteldachbau mit Quergiebel, 1775–1779, im Kern wohl älter; ehemaliger Sommerkeller, zweigeschossiger Satteldachbau, Erdgeschoss mit Arkaden, Obergeschoss in offener Holzbauweise, bezeichnet mit „1854“, über tonnengewölbter Kelleranlage, 1851 und älter. | D-1-87-134-33          | weitere Bilder |

### Berg
| Lage              | Objekt                             | Beschreibung | Akten-Nr.              | Bild           |
| ----------------- | ---------------------------------- | --- | ---------------------- | -------------- |
| Berg 3 (Standort) | Katholische Filialkirche St. Georg | Saalbau mit eingezogenem Chor und Westturm mit Zwiebelkuppel, im Kern romanisch, spätgotischer Ausbau im 15. Jahrhundert, Sakristei und Turmaufsatz barock; mit Ausstattung. | D-1-87-134-15 Wikidata | weitere Bilder |

### Edenberg
| Lage                  | Objekt          | Beschreibung | Akten-Nr.              | Bild           |
| --------------------- | --------------- | --- | ---------------------- | -------------- |
| Edenberg 3 (Standort) | Kleinbauernhaus | Zweigeschossiger Flachsatteldachbau mit Giebelbundwerk, Blockbau-Obergeschoss und Dachwerk, 1727 (dendrochronologisch datiert), Umbau 1808 (dendrochronologisch datiert) und 19. Jahrhundert. | D-1-87-134-16 Wikidata | weitere Bilder |

### Goßmaning
| Lage                   | Objekt | Beschreibung                                                | Akten-Nr.              | Bild |
| ---------------------- | ------ | ----------------------------------------------------------- | ---------------------- | ---- |
| Goßmaning 4 (Standort) | Stadel | Mit reichem Gitterbundwerk, erstes Drittel 19. Jahrhundert. | D-1-87-134-17 Wikidata | BW   |

### Haid
| Lage               | Objekt                                          | Beschreibung                                         | Akten-Nr.              | Bild |
| ------------------ | ----------------------------------------------- | ---------------------------------------------------- | ---------------------- | ---- |
| Haid 12 (Standort) | Historische Ausstattung in modernem Kapellenbau | um 1845 erbaut, zu Beginn der 1990er Jahre renoviert | D-1-87-134-18 Wikidata | BW   |

### Holzhausen
| Lage                     | Objekt                    | Beschreibung                                                                                        | Akten-Nr.              | Bild           |
| ------------------------ | ------------------------- | --------------------------------------------------------------------------------------------------- | ---------------------- | -------------- |
| Holzhausen 10 (Standort) | Filialkirche Maria Schnee | Kleiner barocker Saalbau mit westlichem Dachreiter, zweite Hälfte 17. Jahrhundert; mit Ausstattung. | D-1-87-134-19 Wikidata | weitere Bilder |
| In Holzhausen (Standort) | Getreidekasten            | Blockbau, 17./18. Jahrhundert, überbaut durch Stadel.                                               | D-1-87-134-20 Wikidata | BW             |

### Kettenham
| Lage                      | Objekt  | Beschreibung                                                                           | Akten-Nr.              | Bild           |
| ------------------------- | ------- | -------------------------------------------------------------------------------------- | ---------------------- | -------------- |
| Nähe Kettenham (Standort) | Kapelle | Verputzter Satteldachbau mit halbrundem Chorschluss, 18. Jahrhundert; mit Ausstattung. | D-1-87-134-22 Wikidata | weitere Bilder |

### Kolbing
| Lage                  | Objekt         | Beschreibung                                                                       | Akten-Nr.              | Bild |
| --------------------- | -------------- | ---------------------------------------------------------------------------------- | ---------------------- | ---- |
| In Kolbing (Standort) | Lourdeskapelle | Neugotischer Satteldachbau mit östlichem Dachreiter, erbaut 1888; mit Ausstattung. | D-1-87-134-23 Wikidata | BW   |

### Laiming
| Lage                  | Objekt         | Beschreibung                                                                            | Akten-Nr.              | Bild           |
| --------------------- | -------------- | --------------------------------------------------------------------------------------- | ---------------------- | -------------- |
| In Laiming (Standort) | Hofmarksäule   | Bezeichnet mit „1797“.                                                                  | D-1-87-134-26 Wikidata | weitere Bilder |
| In Laiming (Standort) | Lourdeskapelle | Satteldachbau mit polygonalen Chorschluss und Dachreiter, um 1900; mit Ausstattung.     | D-1-87-134-24 Wikidata | weitere Bilder |
| Laiming 9 (Standort)  | Bundwerkstadel | Mit Bohlenwand und Tennkasten, bezeichnet mit „1785“.                                   | D-1-87-134-25 Wikidata | weitere Bilder |
| St 2359 (Standort)    | Bildstock      | Granitstele mit Laterne, bezeichnet mit „1759“; bei der ehemaligen Einfahrt in den Ort. | D-1-87-134-27 Wikidata | BW             |

### Viehhausen
| Lage                     | Objekt      | Beschreibung                                                | Akten-Nr.              | Bild |
| ------------------------ | ----------- | ----------------------------------------------------------- | ---------------------- | ---- |
| In Viehhausen (Standort) | Feldkapelle | Kleiner Satteldachbau mit Dachreiter, Ende 18. Jahrhundert. | D-1-87-134-28 Wikidata | BW   |

### Weichselbaum
| Lage                         | Objekt       | Beschreibung                                                                                             | Akten-Nr.              | Bild |
| ---------------------------- | ------------ | --- | ---------------------- | ---- |
| Flur Weichselbaum (Standort) | Votivkapelle | Kleiner Massivbau mit Steildach, aus Dankbarkeit vor Pestverschonung errichtet 1648–50; mit Ausstattung. | D-1-87-134-29 Wikidata | BW   |